# محمد بن هرمز
محمد بن هرمز معروف به مولی سندلی، از خوارج سیستان بود که قبلاً در خراسان می‌زیست و در دیوان عارض سامانیان خدمت می‌کرد ولی بعد از مدتی رنجیده شد و به سیستان آمد تا علیه سامانیان قیام کند. او توانست با کمک مردمان سیستان و عیاران، حاکم سامانی سیستان، منصور بن اسحاق، را بیرون کرده و با عمرو بن یعقوب بیعت کردند ولی بعد از شکست سامانیان، وی قصد داشت به نام خود خطبه بخواند که با مخالفت مردم و بزرگان رو به رو شد و بعد از درگیری، وی را برکنار کردند.